# Ron Glass
Ronald Earle „Ron“ Glass (10. července 1945 Evansville, Indiana – 25. listopadu 2016 Los Angeles) byl americký herec.
V televizi se poprvé představil v roce 1972 v jedné epizodě seriálu Sanford and Son, v hlavních rolích hrál v sitcomech Barney Miller (1975–1982) a The New Odd Couple (1982–1983). V 90. letech se objevil například v seriálech To je vražda, napsala či Přátelé a působil v sitcomech Rhythm & Blues (1992–1993), Mr. Rhodes (1996–1997) a Teen Angel (1997–1998). Hostoval v seriálu Star Trek: Vesmírná loď Voyager (2000, epizoda „Nightingale“), v roce 2002 ztvárnil postavu pastora Booka v seriálu Firefly, přičemž tuto roli si zopakoval i ve filmu Serenity (2005). Objevil se také ve dvou dílech seriálu Agenti S.H.I.E.L.D. (2013).